# Rion Ichihara
Rion Ichihara (japanisch 市原 吏音 Ichihara Rion; * 7. Juli 2005 in der Präfektur Saitama) ist ein japanischer Fußballspieler.

## Karriere

### Verein
Rion Ichihara erlernte das Fußballspielen in der Jugendmannschaft von Ōmiya Ardija in Saitama. Die Erste Mannschaft spielte in der zweiten japanischen Liga, der J2 League. Als Jugendspieler kam er in der Saison 2023 17-mal in der zweiten Liga zum Einsatz. Sein Zweitligadebüt gab Rion Ichihara am 16. Juli 2023 (26. Spieltag) im Heimspiel gegen den Tochigi SC. Bei dem 0:0-Unentschieden stand er in der Startelf und spielte die kompletten 90 Minuten. Am Ende der Saison 2023 musste er mit dem Verein als Tabellenvorletzter in die dritte Liga absteigen. Am 1. Februar 2024 wechselt der Innenverteidiger von der Jugend in die erste Mannschaft. Am Ende der Saison 2024 feierte er mit dem Verein die Drittligameisterschaft und den Aufstieg in die zweite Liga.

### Nationalmannschaft
Rion Ichihara spielte 2023 jeweils zweimal in der U18-Nationalmannschaft und der U19-Nationalmannschaft.

## Erfolge
Ōmiya Ardija
- Japanischer Drittligameister: 2024